# 역사철학

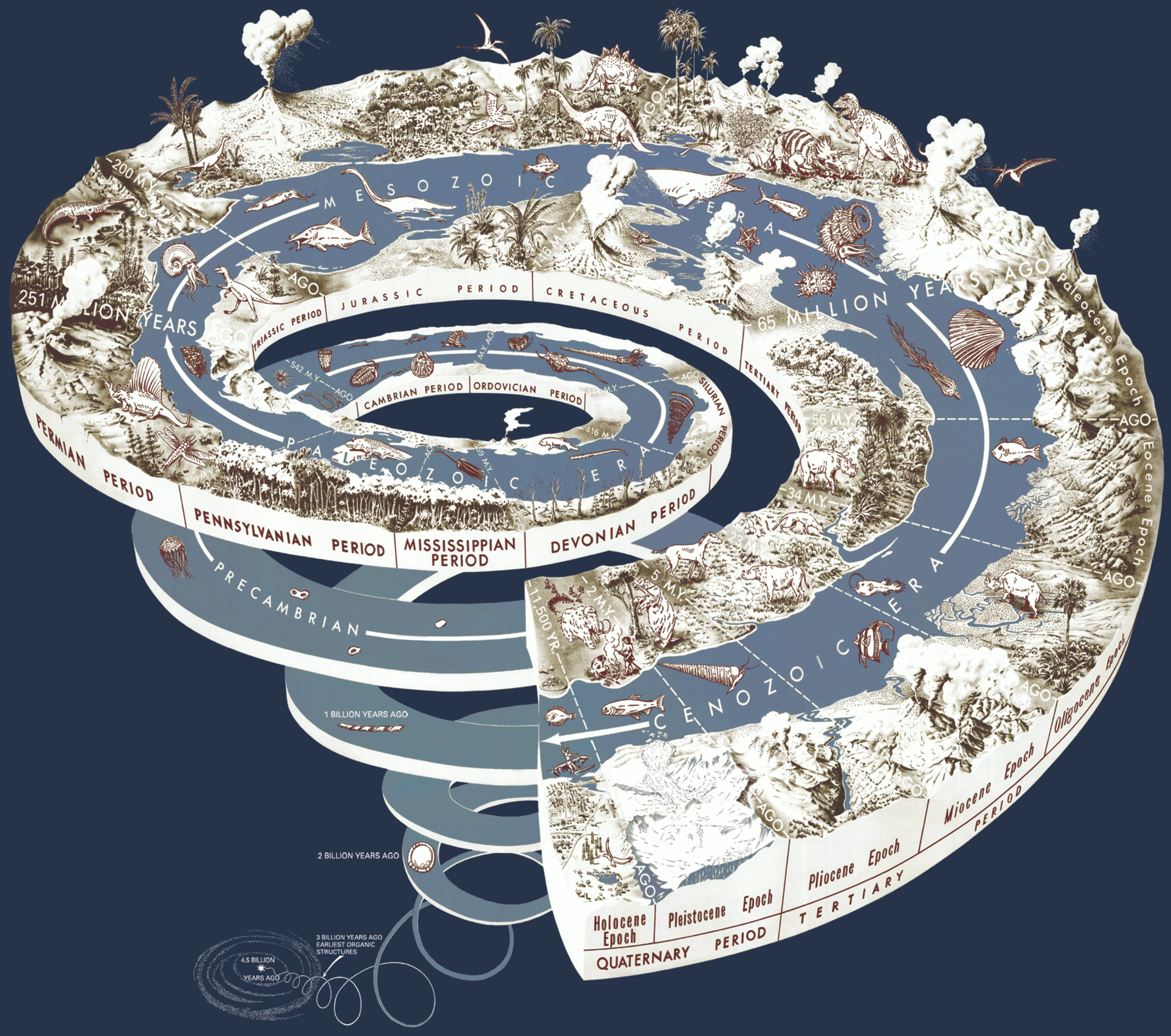

역사철학(歷史哲學)은 역사학의 본연의 자세, 목표 등에 대해 고찰을 하는 철학의 한 분야이다. 이 용어는 프랑스의 철학자 볼테르가 만들어냈다.

## 같이 보기
- 역사학
- 시간과 공간의 철학
- 정치철학
- 사회철학
- 목적론
- 진리